# Heliconius congener
Espèce
Heliconius congener est un insecte lépidoptère appartenant à la famille des Nymphalidae, à la sous-famille des Heliconiinae et au genre Heliconius.

## Taxinomie
Heliconius congener a été décrit par Gustav Weymer en 1890.

### Sous-espèces
- Heliconius congener congener; présent en Équateur et au Pérou.
- Heliconius congener aquilionaris Brown, 1976; présent en Colombie.
- Heliconius congener ocannensis Stichel, 1905; présent en Colombie[1],[2].

## Description
Heliconius congener ressemble (mimétisme Müllerien) à Heliconius sara, Heliconius leucadia et Heliconius wallacei.
C'est un grand papillon d'une envergure d'environ 75 mm, aux ailes allongées et arrondies.
Le dessus est de couleur marron foncé suffusé ou non de bleu outremer dans la partie basale, et les ailes antérieures sont doublement barrées de blanc ou jaune pâle, d'une bande irrégulière allant de la moitié du bord costal à l'angle interne et une bande étroite séparant l'apex du reste de l'aile.
Le revers est marron plus clair avec les mêmes bandes aux ailes antérieures et des points rouges dans l'aire basale.

## Biologie

### Plantes hôtes
Les plantes hôtes de sa chenille sont des Passifloraceae (Astrophea).

## Écologie et distribution
Heliconius congener est présent en Colombie, en Équateur et au Pérou.

### Biotope
Heliconius congener réside en montagne à une altitude entre 600 m et 2 000 m, dans la canopée de la forêt.

## Protection
Pas de statut de protection particulier.